# Microeciella plana
Microeciella plana is een mosdiertjessoort uit de familie van de Oncousoeciidae. De wetenschappelijke naam van de soort is, als Eurystrotos planus, voor het eerst geldig gepubliceerd in 2007 door Florence, Hayward en Gibbons.